# Rheumaptera flavipedaria
Rheumaptera flavipedaria är en fjärilsart som beskrevs av Ménétriés 1859. Rheumaptera flavipedaria ingår i släktet Rheumaptera och familjen mätare. Inga underarter finns listade.